# Ars rediviva
Ars rediviva byl český komorní soubor, který se jako jeden z prvních v poválečné Evropě soustavně věnoval zejména barokní hudbě a otázkám její historicky poučené interpretace.

## Historie
Soubor byl založen v roce 1951 flétnistou Milanem Munclingerem a jeho ženou, klavíristkou a cembalistkou Viktorií Švihlíkovou. Z podnětu Václava Talicha tak Ars rediviva navázala na komorní koncerty, které po zániku Českého komorního orchestru ještě Talich nastudoval s některými jeho instrumentalisty (podrobněji viz Milan Munclinger, František Sláma). V letech 1951–56 byl Václav Talich uměleckým poradcem souboru. Na jednotlivých koncertech spolupracovali s Milanem Munclingerem a Viktorií Švihlíkovou nejprve např. houslista Alexandr Plocek, violoncellista Josef Šimandl, hobojista František Hanták, flétnista Géza Novák.

### Bachovský abonentní cyklus Ars rediviva
V roce 1954 zahájila Ars rediviva ve Valdštejnském paláci svůj samostatný abonentní cyklus, věnovaný hudbě baroka a klasicismu. V té době se také stabilizovalo základní složení souboru, odpovídající triové sonátě: dva melodické hlasy (Milan Munclinger – flétna, Stanislav Duchoň – hoboj) a continuo (Viktorie Švihlíková – cembalo, František Sláma – violoncello). Z této čtveřice nejdéle spolupracovali Milan Munclinger (vedl soubor v letech 1951–1986) a František Sláma (členem 1954–1997, zajišťoval organizaci a dramaturgii po smrti Milana Munclingera). Obsazení ostatních partů se postupně měnilo. Od 60. let působil v Ars rediviva jako cembalista Josef Hála, od počátku 80. let Giedré Lukšaité-Mrázková. V melodických hlasech to byli zejména houslisté Václav Snítil (60. léta) a Antonín Novák (70. a 80. léta).

### Komorní orchestr Ars rediviva a jeho sólisté
V intencích Munclingerovy dramaturgie pražského cyklu se obsazení zároveň pravidelně rozšiřovalo až po komorní orchestr, složený především z instrumentalistů České filharmonie. V tomto rozšířeném ansámblu vystupovali v komorních a koncertantních partech např. flétnisté František Čech, Jiří Válek, Josef Jelínek, hobojisté Jiří Mihule, František Kimel, Pavel Verner, fagotisté Karel Bidlo a František Herman, hornisté Miroslav Štefek a Zdeněk Tylšar, houslisté Ladislav Jásek a Josef Vlach, violisté Jaroslav Motlík a Karel Špelina, kontrabasista a violonista František Pošta, ve vokálních partech Vlasta Linhartová, Marta Krásová, Ladislav Mráz, Věra Soukupová, Karel Berman, Libuše Márová, Jana Jonášová, Brigita Šulcová, V. Walterová a mnozí další, jejichž jména a frekvenci spolupráce podrobněji zachycuje diskografie .
Ars rediviva spolupracovala také s řadou významných zahraničních interpretů (např. flétnisté Jean-Pierre Rampal a András Adorján, trumpetista Maurice André, mezzosopranistka Nedda Casei, barytonista Otto Peter, tenorista Theo Altmeyer).

### Repertoár
Souboru připsali své skladby mnozí soudobí autoři, např. Jan Tausinger, Otmar Mácha, Ivan Jirko a především Ilja Hurník (Koncert pro flétnu a komorní orchestr, Sonata da camera aj.).
Těžištěm repertoáru byla ale zejména oblast předklasické hudby. V svém cyklu v Dvořákově síni Rudolfina (vždy šest sobotních večerů a nedělních repríz) uvedla Ars rediviva za čtyři desítky let několik set skladeb, od Zelenkových Lamentací, Bachových Braniborských koncertů, Hudební obětiny a Umění fugy až po početnou řadu premiér z archivních pramenů. Jsou zachyceny na nahrávkách pro Supraphon, Panton, Columbii, Ariolu, CBS, Orfeo, Nippon, DGG, Sony a také v rozhlasových, televizních a filmových snímcích. Nahrávky Ars rediviva byly mnohokrát vyznamenány u nás i v zahraničí (mj. Grand Prix du Disque).
Činnost souboru měla v Československu zásadní význam při znovuobjevování barokní hudby cestou historicky poučené a zároveň umělecky přesvědčivé interpretace.